# Alicja Wawrzeńczyk
Alicja Stanisława Wawrzeńczyk (ur. 12 września 1930 w Strawczynie, zm. 11 marca 2000 tamże) – polska rolniczka, poseł na Sejm PRL VII kadencji.

## Życiorys
Uzyskała wykształcenie podstawowe. Prowadziła wraz z mężem gospodarstwo rolne. W 1949 wstąpiła do Zjednoczonego Stronnictwa Ludowego. Była wiceprezesem Gminnego Komitetu partii. W 1964 została przewodniczącą koła gospodyń wiejskich w Strawczynie. Przez trzy kadencje zasiadała w Gromadzkiej Radzie Narodowej. W latach 1971–1977 pełniła funkcję zastępcy przewodniczącego Urzędu Gminy, zasiadała też w prezydium. Od 1973 była sekretarzem Gminnego Komitetu Frontu Jedności Narodu, a od 1976 przewodniczącą Gminnej Rady Kobiet. W wyborach w tym samym roku uzyskała mandat posła na Sejm PRL w okręgu Skarżysko-Kamienna. Zasiadała w Komisji Handlu Wewnętrznego, Drobnej Wytwórczości i Usług oraz w Komisji Mandatowo-Regulaminowa. Odznaczona Medalem 30-lecia Polski Ludowej.
Została pochowana na cmentarzu parafialnym w Strawczynie.